# NGC 4722
NGC 4722 is een spiraalvormig sterrenstelsel in het sterrenbeeld Raaf. Het hemelobject werd in 1882 ontdekt door de Duitse astronoom Ernst Wilhelm Leberecht Tempel.

## Synoniemen
- IC 3833
- MCG -2-33-31
- IRAS 12488-1303
- PGC 43560